# Pomerelia
Pomerelia (en latín: Pomerelia; en alemán: Pomerellen, Pommerellen), también conocida como Pomerania Oriental (en polaco: Pomorze Wschodnie) o Pomerania Gedanense (en polaco: Pomorze Gdańskie), es una región histórica del norte de la actual Polonia. Pomerelia se localiza en la orilla sur del mar Báltico y al oeste del río Vístula. Su capital y ciudad más grande es Gdańsk. Desde 1999, la región constituye el núcleo del voivodato de Pomerania. Pomerelia es parte de la región histórica de Prusia y se divide tradicionalmente en Casubia y Kociewie.

## Historia antigua
En su historia temprana, el territorio que más tarde se conocerá como Pomerelia fue el sitio de la cultura Pomerania (también llamada la cultura pomereliana del frente de urna, 650 a. C.-150 a. C.), de la cultura de Oksywie (150 a. C.-1 d. C., asociada con partes de los rugios y lemovios), y de la cultura de Wielbark (1 d. C.-450, asociada con vénetos, godos, rugios, gépidos). En la mitad del siglo VI Jordanes mencionó el estuario del Vístula como el hogar de los vidivarios. Pomerelia fue colonizada por tribus eslavas occidentales en los siglos VII y VIII.

## Pomerelia como parte de Polonia
En el siglo X, Pomerelia ya estaba colonicada por los pomeranios eslavos. La zona fue conquistada e incorporada al Reino de Polonia, ya fuese por el duque Miecislao I —el primer gobernante histórico polaco— en la segunda mitad del siglo X, o incluso antes, por su padre, en los años 940–950 (la fecha de incorporación es desconocida). Mieszko fundó Gdańsk para controlar la desembocadura del Vístula entre 970 y 980. De acuerdo con Józef Spors, a pesar de que había algunas diferencias culturales entre los habitantes de toda la Pomerania, tenían vínculos muy estrechos con los residentes de otras provincias gobernadas por miembros de la casa Piast, de las que Pomerelia estaba separada por grandes extensiones de bosques y pantanos.
Los Piastas llevaron el cristianismo a la pagana Pomerelia, aunque se disputa qué extensión tuvo esa conversión. En el siglo XI la región había relajado sus estrechas relaciones con el reino de Polonia y, posteriormente, durante algunos años, formó un ducado independiente. La mayoría de los estudiosos sugieren que Pomerelia todavía era parte de Polonia durante el reinado del rey Bolesław I y de su hijo Mieszko II Lambert. También hay opiniones diferentes; por ejemplo, Peter Oliver Loew sugiere que los eslavos en Pomerelia cortaron sus lazos con los Piastas y que revirtieron la introducción del cristianismo ya en los primeros años del siglo XI. La fecha exacta de la separación es, sin embargo desconocida. Se ha sugerido que los habitantes de Pomerelia habrían participado en la reacción pagana en Polonia, apoyada activamente por Miecław y que pretendía separar la Mazovia del poder de los gobernantes de Polonia, pero después de la derrota de Miecław en 1047, ya habrían aceptado el gobierno del duque Casimiro I el Restaurador y que la provincia siguió siendo una parte de Polonia hasta la década de 1060, cuando las tropas pomerelianas tomaron parte en la expedición del rey polaco Boleslao II el Temerario contra Bohemia en 1061 o 1068. El duque Bolesław sufrió una derrota durante el asedio de la ciudad de Hradec y tuvo que retirarse a Polonia. Poco después Pomerelia quedó separada de su reino. Una campaña del duque piasta Władysław I Herman para conquistar Pomerelia en 1090–1091 no tuvo éxito, pero dio lugar a la quema de muchas fortalezas pomerelianas durante su retirada.
En 1116 el control directo sobre Pomerelia fue restablecido por Bolesław III Wrymouth de Polonia, que en 1122 también había conquistado la parte central y occidental de Pomerania. Mientras que esas regiones (formando el ducado de Pomerania) recuperaron la independencia de forma rápida, Pomerelia permaneció siendo parte del reino de Polonia. Fue administrada por gobernadores de una dinastía local, los Samborides, y quedó subordinado al obispado de Włocławek. En 1138, tras la muerte de Bolesław III, Polonia fue fragmentada en varios principados semiindependientes. Los principes en Pomerelia consiguieron gradualmente más poder local, evolucionando hacia entidades semiindependientes, al igual que los otros territorios polacos fragmentados, con la diferencia de que las otras partes del reino estaban regídas por Piastas descendientes de Bolesław III. El principal centro cristiano fue la abadía de Oliva cerca de Gdansk.
Dos Samborides que administraron Pomerelia en el siglo XII son conocidos por su nombre: Sobieslaw I y su hijo, Sambor I.

## Conquista danesa e independencia
En 1210, el rey Valdemar II de Dinamarca invadió Pomerelia, cuyo princeps Mestwin se convirtió en su vasallo. La soberanía danesa, sin embargo, no duró mucho. Mestwin ya había obtenido más independencia de Polonia y se había extendido hacia el sur, y su hijo Świętopełk II, que le sucedió en 1217, consiguió la plena independencia en 1227.

## Ducado de Pomerelia
Tras la muerte de Mestwin I, Pomerelia se dividió internamente entre sus hijos Świętopełk II, Wartislaw, Sambor II y Ratibor. Świętopełk II, que fijó su sede en Gdańsk, asumió una posición de liderazgo sobre sus hermanos: Sambor II, que recibió la castellanía de Lubieszewo (el centro más tarde se trasladó a Tczew) y Ratibor, que recibió la zona de Białogard, estaban inicialmente bajo su tutela. El cuarto hermano, Wartislaw, fijó su sede en Świecie, controlando así la segunda área más importante tras Gdansk. Wartislaw murió antes del 27 de diciembre de 1229, y su funeral fue celebrado por sus hermanos en la abadía de Oliva. Luego los hermanos se vieron envueltos en una guerra civil: Sambor II y Ratibor se aliaron con la Orden Teutónica y el duque de Cuyavia contra Świętopełk, quien a su vez se alió con los antiguos prusianos, tomando a Ratibor prisionero y asumiendo temporalmente el control sobre la parte de este último. La revuelta de los Viejos prusianos contra la Orden Teutónica en 1242 tuvo lugar en el contexto de estas alianzas. La paz fue restaurada sólo en el Tratado de Christburg (Dzierzgoń) en 1249, mediada por el futuro papa Urbano IV, entonces legado papal y archidiacono de Lüttich (Lieja).
En el oeste, la reclamación de los duques Pomerelianos de las tierras de Schlawe (Sławno) y Stolp (Słupsk), donde el último duque de la casa de los Ratiboridas Ratibor II había muerto después de 1223, fue impugnada por los duques de Pomerania de la casa del Grifo, Barnim I y Wartislaw III. En este conflicto, Świętopełk II inicialmente obtuvo ventaja, pero no pudo forzar una decisión final.
Świętopełk II, que se hacía llamar dux. desde 1227, dotó a la ciudad de Gdansk con la ley Lübeck e invitó a la Orden de los Dominicos. Sus conflictos con la Orden Teutónica, que se había convertido en su vecina del este en 1230, llegaron en 1253 al eximirse la orden de las cuotas del Vístula. Con la muerte de Świętopełk II en 1266, el gobierno de su reino pasó a sus hijos Wartislaw y Mestwin II. Estos hermanos iniciaron otra guerra civil, con Mestwin II aliado con, y prometiendo lealtad a, los margraves de Brandeburgo (Tratado de Arnswalde / Choszczno 1269). Los margraves, que por el tratado de 1269 también conseguían la tierra de Białogard, debían de ayudar a Mestwin II a asegurar las tierras de Schlawe (Sławno) y Stolp (Słupsk), que después de la muerte de Świętopełk II fueron en parte asumidas por Barnim III.  Con la ayuda de los margraves, Mestwin II logró expulsar a Wartislaw de Gdansk, en 1270-1271. Las tierras de Schlawe / Slawno sin embargo fueron asumidas en 1269-70 por el sobrino de Mestwin II, Wizlaw II, príncipe de Rügen, que fundó la ciudad de Rügenwalde (ahora Darlowo) cerca de la fortaleza de Dirlow.
En 1273 el propio Mestwin se encontró en conflicto abierto contra los margraves que se negaron a retirar sus tropas de Gdansk, la posesión de Mestwin, que se había visto obligado a cederles temporalmente durante sus luchas contra Wartislaw y Sambor. Dado que el trato ya había expirado, a través de esta acción, el margrave Conrad rompió el Tratado de Arnswalde / Choszczno y los acuerdos posteriores. Su objetivo era apoderarse de la mayor cantidad de la Pomerelia de Mestwin como le fuera posible. Mestwin, incapaz de desalojar a las tropas brandenburgesas por sí mismo, llamó en su ayuda a Boleslao el Piadoso, cuyas tropas tomaron la ciudad con un ataque directo. La guerra contra Brandenburgo terminó en 1273 con un tratado (posiblemente firmado en el puente de Drawno), en el que Brandeburgo devolvió Gdańsk a Mestwin mientras él pagaba homenaje feudal a los margraves por las tierras de Schlawe (Sławno) y Stolp (Słupsk).
El 15 de febrero de 1282, el Alto duque de Polonia y de Gran Polonia Premislao II y el duque de Pomerelia Mestwin II, firmaron el Tratado de Kępno que transfirió la soberanía sobre Pomerelia a Przemysł. Como resultado del tratado, terminó el período de independencia de Pomerelia y la región volvió a ser parte de Polonia. Przemysł adoptó el título de dux Polonie et Pomeranie [Duque de Polonia y Pomerania]. Mestwin, según el acuerdo, retuvo el control de facto sobre la provincia hasta su muerte en 1294, momento en el que Przemysł, que ya era de jure el gobernante de ese territorio, lo tomó bajo su mando directo.

## Dominio polaco
Tras la muerte de Mestwin II de Pomerania en 1294, su corregente Premislao II de Polonia, de acuerdo con el Tratado de Kępno, tomó el control de Pomerelia. Fue coronado como rey de Polonia en 1295, pero gobernó sólo directamente sobre Pomerelia y la Gran Polonia, mientras que el resto del país (Silesia, Polonia Menor, Masovia) fue gobernada por otros miembros de la casa Piasta. Sin embargo, Przemysł fue asesinado poco después, siendo sucedido por Vladislao I. Władysław vendió sus derechos al ducado de Cracovia en 1297 al rey Wenceslao II de Bohemia y en 1299 lo aceptó como su soberano. Sin embargo, perdió el control de la Gran Polonia y Pomerelia en el año 1300, después de una revuelta de la nobleza. Esos nobles fueron capturados por Wenceslao que, después de conseguir la mayoría de las tierras polacas, fue coronado en Gniezno como rey de Polonia por el arzobispo Jakub Świnka Tras las muertes de Wenceslao y de su sucesor Wenceslao III, y con ellos de la extinción de la dinastía premislida, Pomerelia fue recapturada por Vladislao I en 1306.

## Población

Divisiones administrativas y lenguas en Prusia Occidental, que incluía Pomerelia, de acuerdo con el censo alemán de 1910. Las cifras incluyen al personal militar alemán estacionado en la región, así como a los empleados civiles y funcionarios, que fueron instalados como parte de la política oficial del estado alemán de germanización de zonas de Polonia
Leyenda de los distritos:
idioma alemán
idioma polaco
idioma casubio
otros o bilingüe

A partir de la Alta Edad Media, Pomerelia fue poblada con muchos colonos alemanes y holandeses durante la Ostsiedlung. Los pomeranios alemanes dominaron en muchas ciudades, mientras que en las zonas rurales dominaban los descendientes de los casubios y pomeranios eslavos (por ejemplo, en Kociewiacy y Borowiacy)) que en su mayor parte se consideraban a sí mismos polacos. El delta del Vístula fue colonizado por los alemanes del Vístula después de la toma teutónica de Danzig (Gdansk), cuando fueron asesinados muchos antiguos habitantes durante la masacre de Gdansk. Durante el período de las particiones de Polonia la cantidad de habitantes alemanes aumentó, debido a la política oficial del estado alemán de germanización. Este fue detenido después de que la mayoría de Pomerelia formase parte del estado polaco renacido, cuando muchos empleados y funcionarios, así como militares alemanes ya habían dejado Pomerelia. Después de la derrota de la Alemania nazi en la Segunda Guerra Mundial, la población alemana restante huyó o fue expulsada por la fuerza.
Los asentamientos de Kursenieki, letonparlantes, a lo largo de la costa del mar Báltico se extendieron hasta Pomerelia, llegando a las zonas de influencia de Gdansk en 1649.[cita requerida] Finalmente la germanización, así como los acontecimientos de la primera mitad del siglo XX, incluyendo las ocupaciones soviéticas y alemanas de los Estados bálticos y más tarde de Prusia Oriental, condujo a la casi extinción de la lengua, que está en grave peligro de desaparición. Varios hablantes nativos siguen viviendo en Alemania, después de haber sido expulsados después de la Segunda Guerra Mundial.